# Koreatown

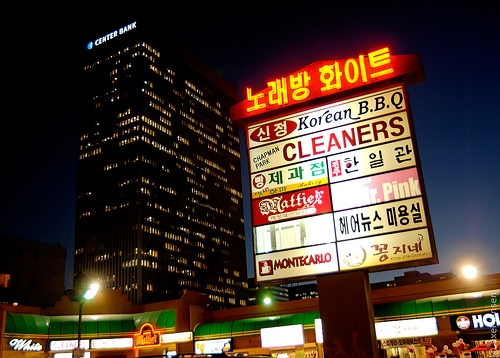
Koreatown

Koreatown (in coreano: 코리아 타운) è un quartiere nel centro di Los Angeles, in California, locato sulla Eighth Street e Irolo Street, a ovest di MacArthur Park.
Nonostante il nome che evoca un'enclave etnica tradizionale, la comunità è complessa e ha un impatto su aree al di fuori dei confini tradizionali. Mentre la cultura del quartiere era storicamente orientata alla popolazione immigrata coreana, gli imprenditori coreani stanno creando legami più forti con la comunità latina. La comunità è etnicamente molto diversificata, con metà degli abitanti latini e un terzo asiatico. Due terzi dei residenti sono nati al di fuori degli Stati Uniti, una cifra elevata rispetto al resto della città.

## Storia

### 1900-1980
Nel 1882, gli Stati Uniti e la Corea stabilirono un trattato, che pose fine all'isolamento autoimposto della Corea. L'istituzione di relazioni diplomatiche tra gli Stati Uniti e la Corea ha aperto la strada all'immigrazione coreana alle Hawaii alla fine del 1880. All'inizio del 1900, gli immigrati coreani iniziarono a recarsi a Los Angeles, dove crearono comunità basate su chiese etniche. Man mano che il numero di coreani aumentava a centinaia, le loro attività residenziali e commerciali si diffondevano nell'angolo sud-occidentale del quartiere degli affari di Los Angeles, mettendoli a breve distanza da Little Tokyo e Chinatown.
Negli anni '30, circa 650 coreani risiedevano a Los Angeles. Fondarono chiese, ristoranti e organizzazioni comunitarie, nonché aziende che si concentravano principalmente sulla distribuzione di frutta e verdura. Nel 1936, la Korean National Association, una delle maggiori organizzazioni politiche di immigrati coreani, spostò la sua sede centrale da San Francisco a Los Angeles per continuare a promuovere attività politiche, culturali, educative e religiose. Tuttavia, le leggi sul patto razziale e le restrizioni economiche limitavano i residenti coreani a un'area delimitata da Adams Boulevard a nord, Slauson Avenue a sud, Western Avenue a ovest e Vermont Avenue a est. Gli anni '30 videro anche l'apice del collegamento della zona con Hollywood. L'Hotel Ambassador ha ospitato la cerimonia degli Oscar nei 1930, 1931, 1932 ed i 1934. Mentre l'industria dell'intrattenimento cresceva nella zona circostante di Koreatown, i coreani rimasero segregati in distretti a basso reddito a causa di politiche abitative discriminatorie.
Alla fine degli anni '60, il quartiere circostante iniziò a subire un forte declino economico. La zona un tempo glamour del Mid Wilshire si riempì di centri commerciali e uffici che attirarono gli immigrati più ricchi della Corea del Sud. Molti degli edifici Art Deco della zona con facciate in terracotta sono stati conservati perché sono rimasti economicamente validi con la nuova attività commerciale che li ha occupati. L'Immigration and Nationality Act del 1965 rimosse le restrizioni alla migrazione asiatica e aiutò a promuovere la crescita della comunità di immigrati a Koreatown.
Alla fine degli anni '70, la maggior parte delle aziende nelle aree di Olympic Boulevard e 8th Street erano di proprietà dei coreani. Questo boom economico ha portato alla creazione di media coreani e organizzazioni comunitarie, che hanno svolto un ruolo chiave nello sviluppo di un senso di identità comune nel vicinato. L'enclave etnica è stata in grado di affermarsi come il principale hub della comunità coreana nel sud della California, e gli abitanti hanno esercitato pressioni per l'installazione del primo cartello di Koreatown nel 1982.

### Rivolta di Los Angeles del 1992
La rivolta di Los Angeles del 1992 ha avuto un impatto significativo sulla comunità, consolidando l'importanza delle organizzazioni no profit basate sulla comunità, come il Koreatown Youth and Community Center (KYCC) e Koreatown Immigrant Workers Alliance (KIWA) (vedi sezione Organizzazioni comunitarie) (Chung , 2005). Queste organizzazioni hanno sostenuto riparazioni e protezioni per gli americani coreani, che hanno ricevuto scarso sostegno dalle autorità governative a causa del loro basso status sociale e della barriera linguistica.
Durante il periodo delle rivolte, afroamericani e coreani si trovarono di fronte a conflitti razziali. In molti quartieri prevalentemente neri, i cittadini coreani possedevano la maggior parte delle imprese. Quando i residenti bianchi lasciarono l'area, i coreani acquistarono le loro attività da loro per pochi soldi. Il rapper Ice Cube ne ha parlato, insieme alla diffidenza degli asiatici nei confronti dei residenti neri, nella controversa canzone Black Korea inclusa nel suo album Death Certificate del 1991.
Il 16 marzo 1991, un proprietario di un negozio coreano, Ja Du, sparò e uccise una cliente afroamericana di 15 anni, Latasha Harlins. Du aveva accusato la Harlins di aver rubato un succo di frutta e dopo averla guardata girarsi per andarsene, le sparò in testa.
I disordini del 1992 hanno stimolato una nuova ondata di attivismo politico tra i coreano-americani, ma li hanno anche divisi in due campi. I liberali hanno cercato di unirsi con altre minoranze a Los Angeles per combattere l'oppressione razziale. I conservatori enfatizzavano la legge e l'ordine e in generale favorivano le politiche economiche e sociali del Partito Repubblicano. I conservatori tendevano anche a sottolineare le differenze politiche tra coreani e altre minoranze, in particolare neri e ispanici.
La rivolta di una settimana ha distrutto gran parte di Koreatown. A Los Angeles sono stati arrecati danni per un valore di $ 50 milioni, metà dei quali riguardavano aziende di proprietà coreana.  Durante i disordini, le strade tra Koreatown e quartieri più sicuri sono state bloccate. Alcuni coreano-americani hanno ipotizzato di essere intrappolati. La polizia ha interrotto il traffico da Koreatown, mentre eravamo intrappolati dall'altra parte senza aiuto. Quelle strade sono una porta di accesso a un quartiere più ricco. Molti coreani americani hanno sostenuto che ciò dimostrava che le persone appartenenti a razze ed etnie minoritarie dovevano raggrupparsi per la protezione da un sistema che non protegge i cittadini non bianchi con la protezione data ai cittadini bianchi.
Un americano coreano di 18 anni, Edward Song Lee, e i suoi tre amici andarono a proteggere una pizzeria di proprietà coreana. Lee è stato accidentalmente colpito a morte dai negozianti coreani che hanno scambiato lui e i suoi amici come rivoltosi. Hyungwon Kang ha catturato una fotografia del corpo di Lee per strada.
I civili coreani hanno ritenuto che la polizia non li proteggesse e che i soccorritori non rispondessero alle loro richieste di aiuto.
Gli effetti delle rivolte, che hanno spostato gli americani coreani e distrutto le loro fonti di reddito, combinati con pochi aiuti che sono stati dati a coloro che hanno sofferto, sono ancora avvertiti oggi mentre i coreani di Los Angeles continuano a lottare con la povertà.

### 2000-presente
Alla fine del 2008, la città di Los Angeles ha designato a Koreatown un distretto grafico speciale (insieme a Hollywood e al quartiere centrale di South Park/LA Live). Il design consente l'installazione di insegne digitali e cartelloni elettronici, sulle facciate degli edifici. La designazione consentiva edifici ispirati a Times Square e Shibuya. Il quartiere grafico di 300 blocchi quadrati è delimitato da 6th Street e Olympic Boulevard da nord e sud, e da St. Andrews Place e Shatto da ovest a est.
Koreatown è diventata un'area commerciale, ma continua ad affrontare urgenti problemi sociali ed economici, tra cui la povertà e la gentrificazione. Koreatown è oggi nota per avere una delle maggiori concentrazioni di locali notturni e attività commerciali e ristoranti aperti 24 ore su 24 nel paese. Altri sviluppi, come l'apertura di nuove stazioni della metropolitana, centri commerciali e centri commerciali, hanno reso Koreatown una destinazione turistica popolare, aumentando nel contempo la disuguaglianza economica per i locali.
Poiché Koreatown ha maggioranza di popolazione ispanica, non è insolito trovare impiegati latini in ristoranti e negozi di alimentari che parlano coreano con clienti o proprietari di negozi coreani che coinvolgono clienti latini in spagnolo. Un esempio di interscambio culturale tra coreani e latini a Koreatown è la popolarità dei camion taco di ispirazione coreana a Los Angeles che offrono cucina messicana classico infuso con ingredienti coreani.

## Geografia

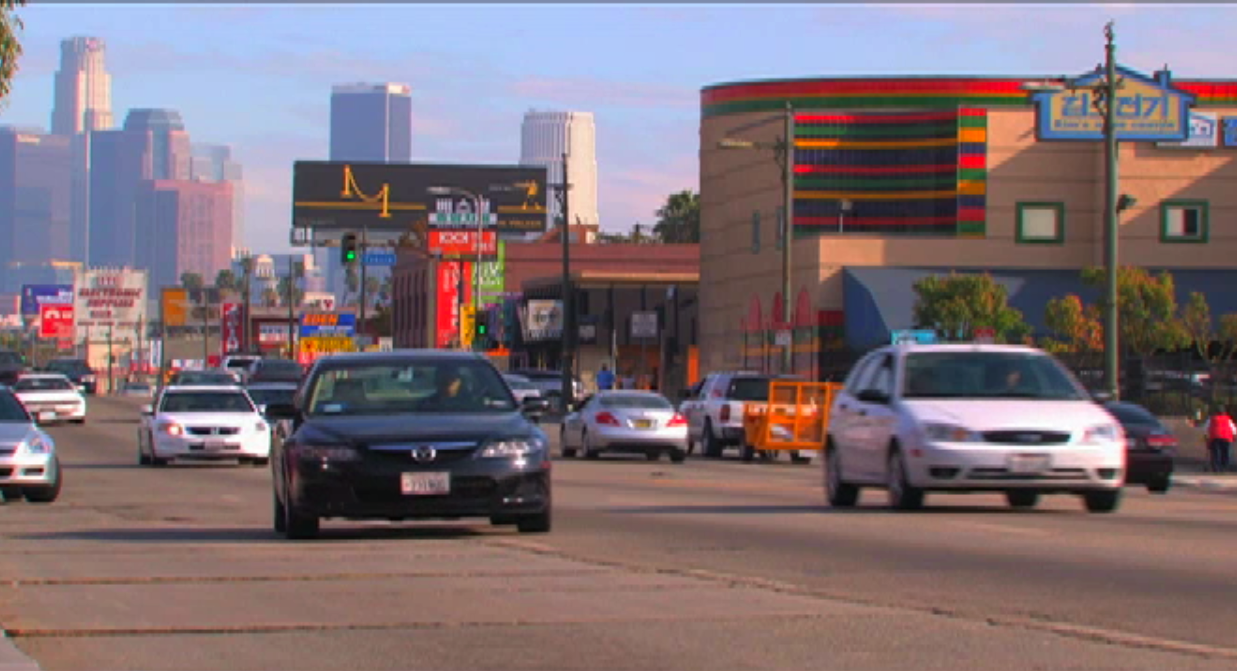
Olympic Boulevard, guardando ad est verso downtown, 2008

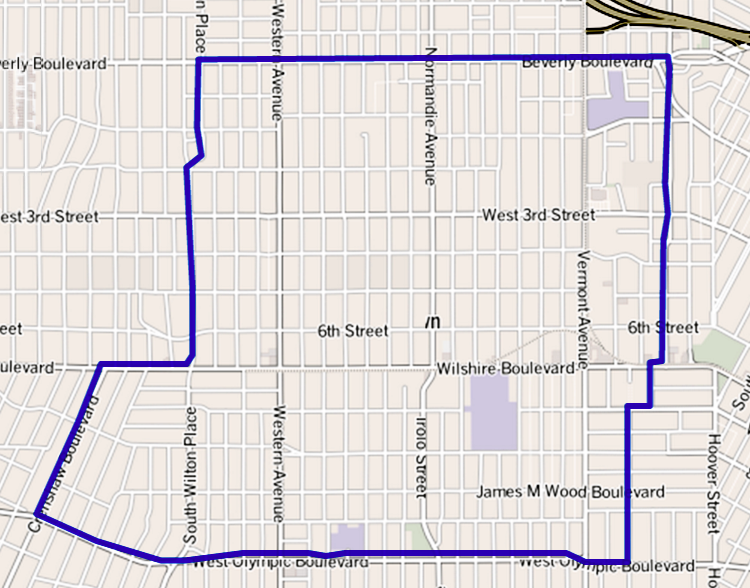
Mappa di Koreatown realizzata dal Los Angeles Times

Il quartiere si trova 5 km a ovest da downtown, 6 km a sud-est di Hollywood, 19 km a est di Santa Monica ed a 26 km a nord-est dell'aeroporto internazionale di Los Angeles. I confini esatti di Koreatown non sono ufficialmente dichiarati, ed esistono diverse definizioni giuridiche, culturali e storiche.

## Popolazione

### Demografia

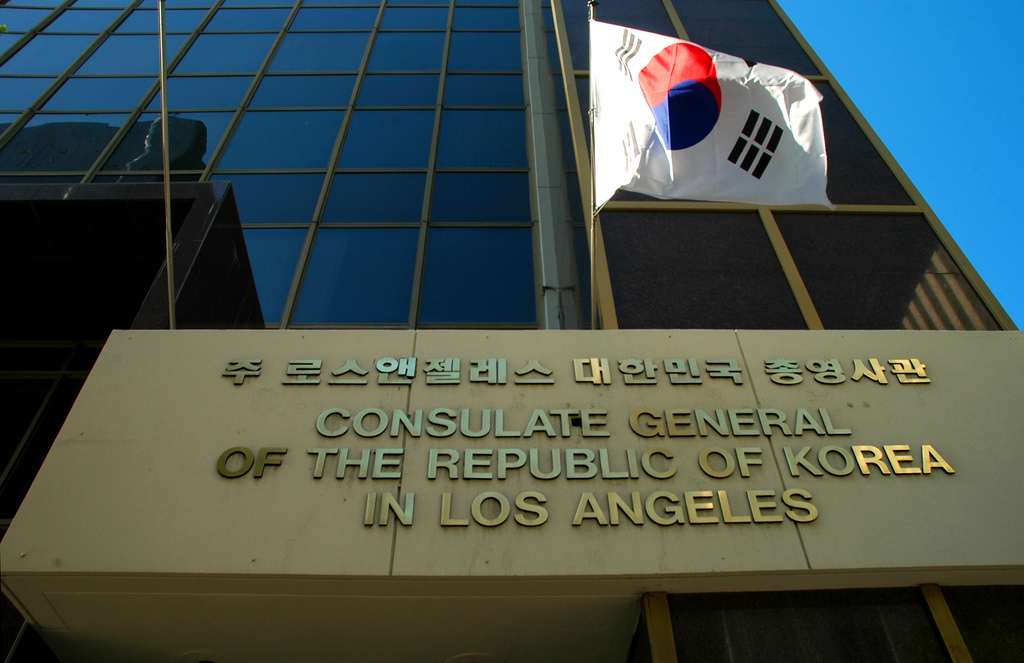
Consolato Generale della Corea del Sud a Los Angeles

Koreatown è uno dei quartieri più densi degli Stati Uniti.
Il censimento americano del 2000 contava 115.070 residenti nel quartiere di 2,7 miglia quadrate, una media di 42.611 persone per miglio quadrato, la più alta densità di qualsiasi comunità nella Contea di Los Angeles. Nel 2008, la città ha stimato che la popolazione era aumentata a 124.281. L'età media per i residenti era di 30 anni, un'età nella media sia per la città che per la contea di Los Angeles.
Koreatown è considerata "altamente diversificata" etnicamente. La ripartizione è ispanici, 53,5%; Asiatici, 32,2%; i bianchi, 7,4%; neri, 4,8% e altri, 2%. La Corea (28,6%) e il Messico (23,9%) sono stati i luoghi di nascita più comuni per il 68% dei residenti nati all'estero, una cifra considerata elevata rispetto alla città nel suo complesso.
Il reddito medio annuo delle famiglie nel 2008 è stato di $ 30.558, una cifra bassa per Los Angeles, e la percentuale di famiglie che ha guadagnato meno di $ 20.000 era alta. La dimensione media della famiglia di 2,7 persone era quasi uguale al resto della città. Gli affittuari occupavano il 93% delle unità abitative e il resto i proprietari di case o appartamenti.
Le percentuali di uomini e donne mai sposati, rispettivamente il 44,6% e il 36,2%, erano tra le più alte della contea. Nel 2000 c'erano 2.833 veterani militari, il 3,3%, una cifra bassa per Los Angeles.

## Trasporti

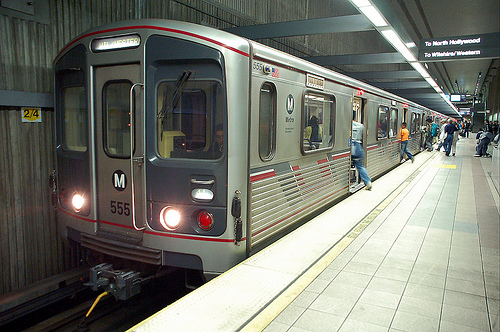
Linea rossa della stazione della metropolitana Wilshire-Vermont a Koreatown

L'autorità per i trasporti metropolitani della Contea di Los Angeles gestisce due linee della metropolitana vicino a Koreatown: la Linea Rossa, sotto Vermont Avenue, e la Linea Viola, sotto Wilshire Boulevard. Il quartiere è servito principalmente dalla stazione Purple Line Wilshire / Normandie, ma ci sono altre due fermate, Wilshire / Vermont e Wilshire / Western.
Oltre alle due linee della metropolitana, Metro gestisce numerose linee di autobus Express, Rapid e Local nel distretto. Le linee rapide includono 710 Crenshaw, 720 Wilshire, 728 Olympic, 754 Vermont e 757 Western. Le linee locali includono 207 Western, 20 Wilshire / Westwood, 204 Vermont e 206 Normandie. Molte linee di autobus MTA a Koreatown offrono un servizio 24 ore su 24.
Il LADOT gestisce tre rotte DASH da distretto a distretto, una linea Commuter Express e Cityride. Koreatown è servita dalla linea DASH Hollywood / Wilshire e Dash Koreatown. Le linee DASH sono pensate per il trasporto di quartiere locale; i loro percorsi sono più brevi delle linee MTA. Il servizio DASH termina alle 19:00 nei giorni feriali e solo Dash Koreatown opera nei fine settimana, terminando il servizio alle 18:00. Le tariffe DASH sono di 50 centesimi. La linea 534 Century City di Commuter Express offre un servizio nei giorni feriali, mentre Cityride offre un servizio di porta a porta per anziani e disabili.